# Phytodietus hungaricus
Phytodietus hungaricus là một loài tò vò trong họ Ichneumonidae.